# Y Capricorni
Y Capricorni är en pulserande variabel av Mira Ceti-typ  i stjärnbilden Stenbocken.
Stjärnan varierar mellan visuell magnitud +10 och 17,5 med en period av 395 dygn.